# Карагулово

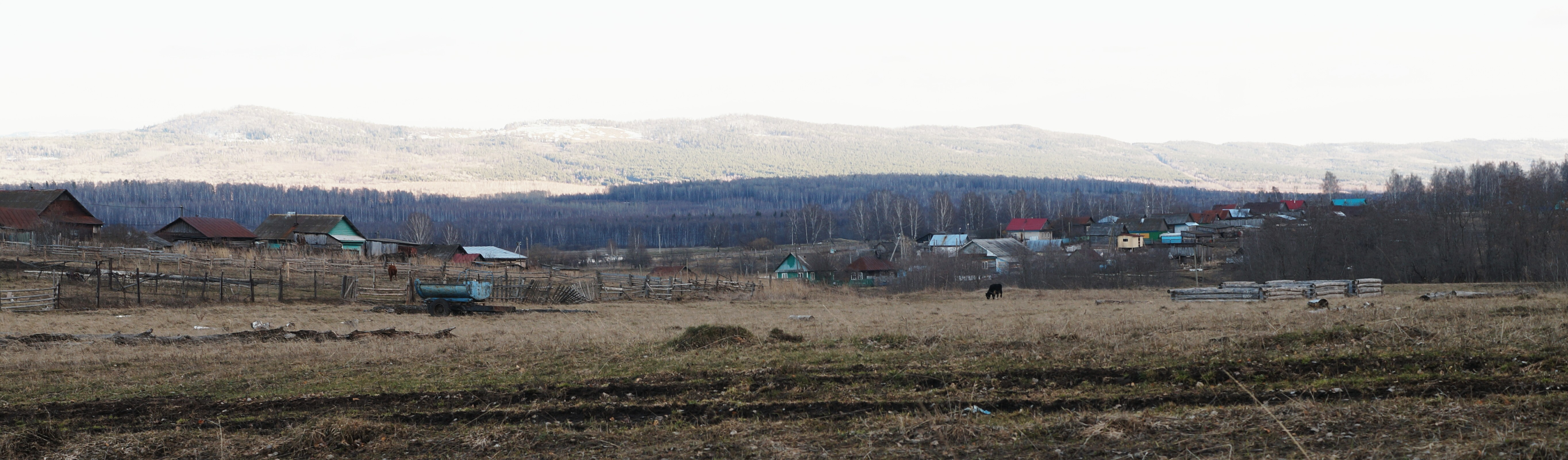
Карагулово на фоне хребта

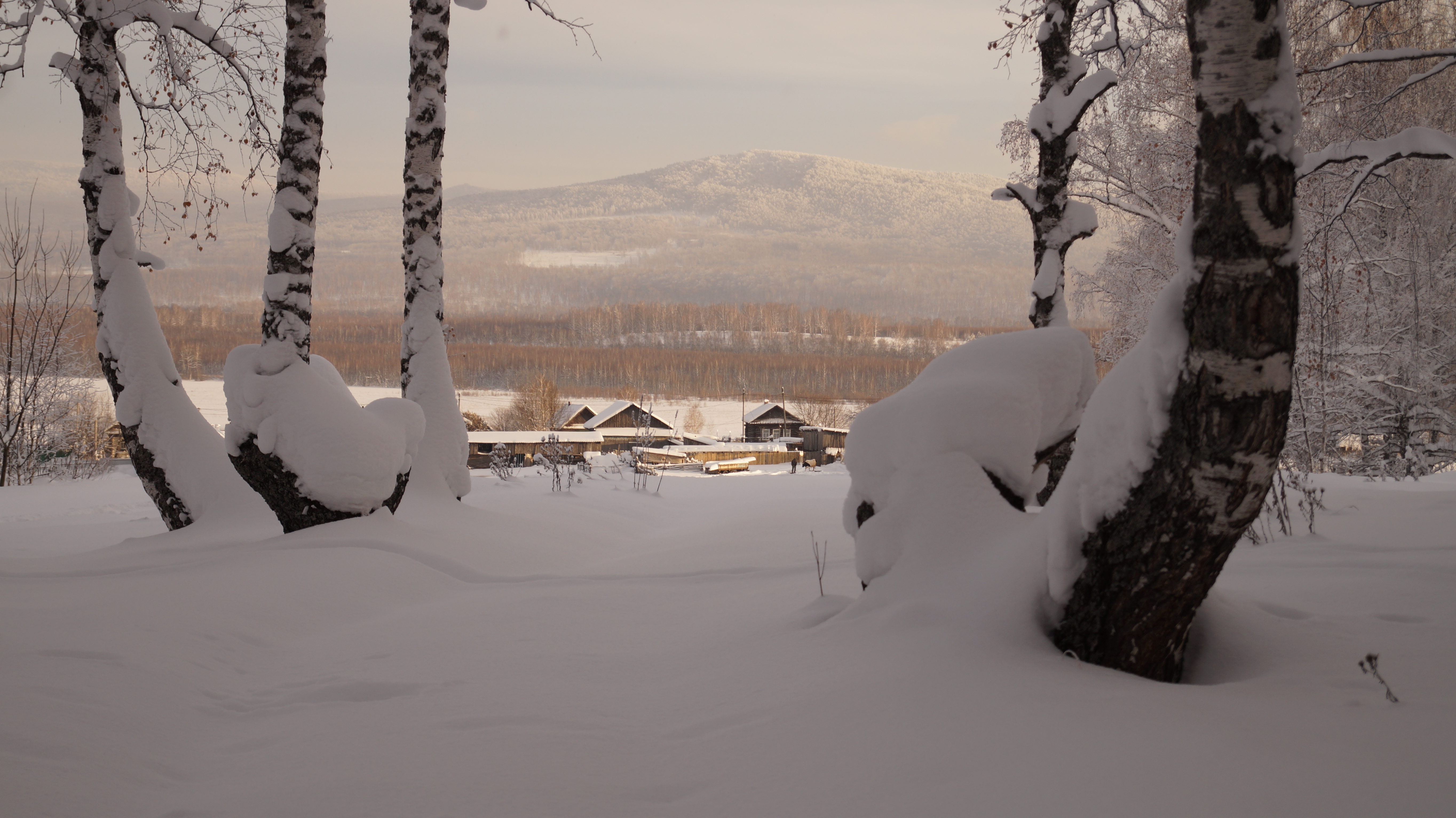
Деревня зимой на фоне горы Масет

Карагулово (баш. Ҡарағол) — деревня в Салаватском районе Республики Башкортостан Российской Федерации. Входит в состав Мурсалимкинского сельсовета.

## География

### Географическое положение
Расстояние до:
- районного центра (Малояз): 47 км,
- центра сельсовета (Мурсалимкино): 6 км,
- ближайшей ж/д станции (Мурсалимкино): 6 км.

## Население
| 2002 | 2009 | 2010 |
| ---- | ---- | ---- |
| 253  | ↗283 | ↘231 |

Национальный состав
Согласно переписи 2002 года, преобладающая национальность — башкиры (98 %).

## Религия
В деревне есть мечеть.